# Place Gensoul
La place Gensoul est une place du quartier de Perrache dans 2e arrondissement de Lyon, en France.

## Situation et accès
La place Gensoul se trouve près de la gare de Perrache, limitée au sud par le cours de Verdun et à l'ouest le quai Maréchal-Joffre. La rue Général-Plessier commence sur la place tandis que la rue Vaubecour s'y termine.
Elle forme un rectangle avec deux rangées de bancs. On y trouve également une colonne de pierre rectangulaire dont chaque face est décorée de dauphins avec trident et massettes. À son sommet se trouve un vase orné d'un bouc, tandis qu'à sa base, on a une fontaine sur deux côtés opposés avec un lion qui crache de l'eau dans une auge de pierre,.

## Origine du nom
Joseph Ferdinand Gensoul (1766-1833) est l'inventeur d'un appareil utilisant le chauffage à la vapeur pour la filature des cocons de soie. Son fils, Joseph Gensoul (1797-1868) est chirurgien au sein des Hospices civils de Lyon puis professeur de l'école secondaire de médecine de Lyon.

## Histoire

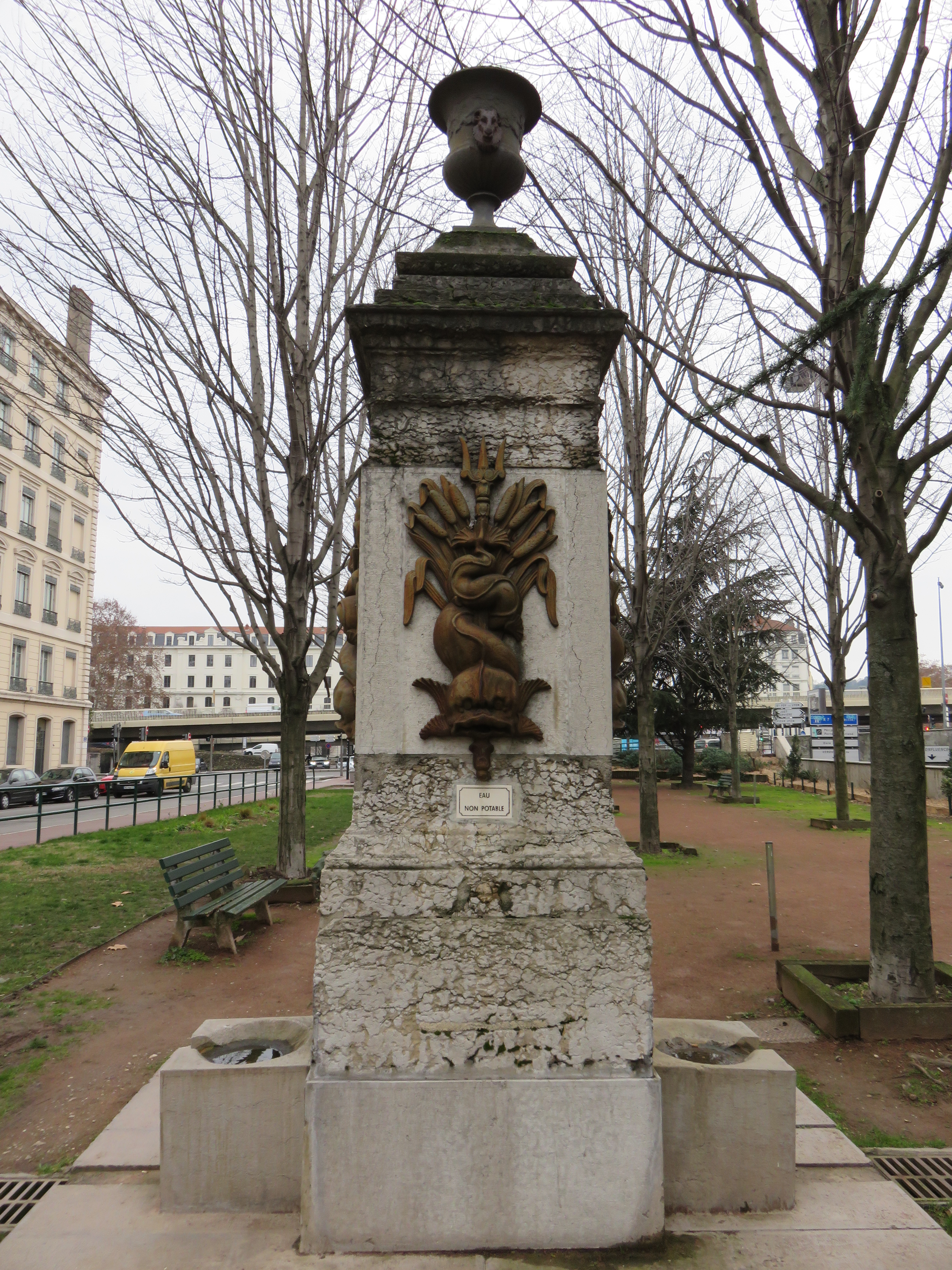
La fontaine de la place Gensoul.

La place est créée à la suite des travaux d'aménagement de la compagnie Perrache sur la presqu'île qui repousse le confluent plus au sud. Elle est agrandie par l’acquisition du four à chaux de mademoiselle Dardel. La place porte, au départ, le nom de Suchet mais comme ce nom existait aux Brotteaux et même à Perrache, il est remplacé par celui de Gensoul en 1866.
Entre 2022 et 2023, la place est rénovée par le biais de plantations d’arbres et d’arbustes supplémentaires, l’agrandissement du parc canin et le remplacement du mobilier urbain.